# Selección masculina de hockey patín de Chile
La selección masculina de hockey patín de Chile es el equipo formado por jugadores de nacionalidad chilena que representa a la Federación Chilena de Hockey y Patinaje en las competiciones internacionales organizadas por la World Skate (Campeonato del Mundo y Juegos Mundiales de Patinaje), la CPRS (Campeonato Panamericano) y la CSP (Campeonato Sudamericano y Copa América).
La cancha de Hockey y Patinaje Las Marcianitas se encuentra en el parque deportivo Estadio Nacional, es el recinto donde habitualmente la selección juega sus partidos de local.

## Historia

### Origen y primeras participaciones
La selección chilena de hockey patín nació a partir de la década del 50' cuando entra a reglamentar el hockey nacional cambiando el disco por la bocha tras años de competencia amateur en el ámbito nacional. Rápidamente se integró a la competencia internacional, siendo invitado al Mundial de Barcelona en 1954 por la Real Federación Española de Patinaje, logrando finalizar noveno entre quince equipos que compitieron, cosechando 7 victorias de los 14 partidos que disputó. Sus primeras participaciones en el Campeonato Mundial marcaron el inicio de una larga trayectoria que los llevó a competir contra las potencias europeas como España y Portugal, donde comenzaron a consolidarse en el escenario mundial.
- Mundial 1954: finalizó 9º de 15 equipos.

Jugadores: Juan Rojas, Gastón Arismendi (porteros), Fredy Sabaté, Mario Meza, Ignacio Spadaro, Domingo Tunzi, Osvaldo Rodríguez, Wilfredo Bendeck, Alfonso Finalterri, Benito Diez.
Entrenador: Enrique Nicolás
Aunque sus inicios fueron difíciles, la experiencia adquirida permitió a Chile mejorar paulatinamente sus posiciones en los torneos. La constancia y dedicación del equipo y el crecimiento del hockey patín en el país contribuyeron a la construcción de una cultura deportiva alrededor de esta disciplina, siendo uno de los deportes que más honores le ha dado a Chile.

### Progresión en los años 80 y 90
En las décadas de 1980 y 1990, en plena dictadura de Augusto Pinochet, la selección chilena tuvo un notable progreso. A lo largo de los años 80, Chile consiguió varios cuartos lugares en el Campeonato Mundial (1980, 1982 y 1989), consolidando su estatus como un equipo fuerte y competitivo.
Quizás el hito más importante del hockey patín chileno fue en el 1998, cuando Chile ganó el Campeonato Mundial B, venciendo en la final a Estados Unidos por un marcador de 5-4, lo que les permitió regresar a la élite del hockey patín internacional, el grupo A, consolidando su reputación en la región americana y mundial.

## Participación en Campeonatos Mundiales
La selección chilena ha tenido un desempeño notable en varias ediciones del Campeonato Mundial de Hockey sobre Patines, logrando posicionarse entre los primeros lugares. A pesar de no haber logrado un campeonato mundial, ha alcanzado el cuarto lugar en cuatro ocasiones (1980, 1982, 1989 y 2013), lo que demuestra su nivel competitivo. 

## Desarrollo y éxitos recientes
En los años recientes, Chile continuó su progreso con una fuerte actuación en los torneos panamericanos y sudamericanos a pesar de diversos problemas federativos que perjudicaron el actuar del equipo en más de una oportunidad. En el 2021, el equipo alcanzó un nuevo hito al ganar el Campeonato Panamericano de Hockey sobre Patines, reafirmando su estatus como una de las principales potencias de América en este deporte.
Además, el equipo sigue siendo un contendiente habitual en las competiciones mundiales, manteniendo un nivel de competencia estable frente a equipos de países con una larga tradición en este deporte, como Argentina, Francia, Italia, España y Portugal.

## Palmarés
Campeonato mundial de hockey sobre patines masculino
- Cuarto Lugar (4): 1980 ; 1982 ; 1989 ; 2013

Campeonato Panamericano de Hockey sobre Patines
- Campeón (1):  2021
- Subcampeón (3):  2005 ; 2011 ; 2018
- Tercer Lugar (1):  1979

Copa América
- Campeón (4):  1954 ; 1956 ; 1966 ; 1979
- Subcampeón (5):  1959 ; 1963 ; 1971 ; 1985 ; 2004
- Tercer Lugar (10):  1957 ; 1969 ; 1973 ; 1975 ; 1977 ; 1981 ; 1984 ; 1987 ; 1990 ; 2008

Campeonato Mundial B
- Campeón (1):  1998
- Tercer Lugar (2):  1988 ; 1994

## Jugadores
Nómina presentada para disputar el Campeonato mundial de hockey sobre patines masculino de 2024.

### Porteros
- Lúcio Armijo ( Independiente La Florida)
- Diego García ( Club Deportivo Thomas Bata)

### Jugadores de campo

#### Defensa y medio
- Joaquín Fernández ( SC Marinhense)
- Gabriel Tudela ( Correggio Hockey)
- Felipe Castro ( Sandrigo Hockey)
- Diego Rojas ( Reus Deportiu)
- Felipe Márquez ( Patín Vilanova)
- Vicente Soto ( Compañía de María Hockey)

#### Atacantes
- Álvaro Osorio ( Club Hoquei Palafrugell)
- Benjamín Díaz ( AL Saint-Sébastien)

### Equipo técnico
- José Luis Bertrán (director técnico)
- Víctor Bertrán (ayudante técnico)